# Ormosia balansae
Ormosia balansae är en ärtväxtart som beskrevs av Emmanuel Drake del Castillo. Ormosia balansae ingår i släktet Ormosia och familjen ärtväxter. Inga underarter finns listade i Catalogue of Life.